# NGC 5040/1
NGC 5040/1 је спирална галаксија у сазвежђу Ловачки пси која се налази на NGC листи објеката дубоког неба.
Деклинација објекта је + 51° 15' 31" а ректасцензија 13h 13m 32,6s. Привидна величина (магнитуда) објекта NGC 5040 износи 14,3 а фотографска магнитуда 15,1. NGC 50401 је још познат и под ознакама MCG 9-22-31, CGCG 271-24, PGC 45945.